# Bielefelder Spielkarten
Bielefelder Spielkarten war ein deutscher Spielkartenhersteller aus der Mitte des 20. Jahrhunderts mit Sitz in Bielefeld.

## Geschichte
Das Unternehmen wurde 1950 in Bielefeld als Tochtergesellschaft von E. Gundlach gegründet. Die ersten Spiele trugen den Namen der Muttergesellschaft. 1972 wurde das Unternehmen zusammen mit seiner Spielkartensammlung an ASS verkauft und produzierte zunächst das gleiche Sortiment weiter. 1981 übernahm ASS das gesamte Sortiment, und Bielefelder produzierte fortan nur noch Spielkarten mit Werbung. 1996 ging ASS in Konkurs, was auch das Ende von Bielefelder Spielkarten bedeutete.
Ihr Logo war ein rotes Herz auf weißem Grund mit dem Wort „JOKER“ in einer Schriftrolle.